# Poulet à la comtoise
Pour les articles homonymes, voir Poulet (homonymie) et Comtois.
Le poulet à la comtoise est une recette traditionnelle franc-comtoise à base des produits régionaux poule de Bresse jurassienne, comté et vin blanc du Jura.

## Recette
Faire revenir et dorer des morceaux de poulet à la cocotte. Ajouter le vin blanc, saler, poivrer. Puis faire gratiner les morceaux de poulet dans un plat au four, avec une sauce à la crème, au beurre, et au comté râpé,,. 

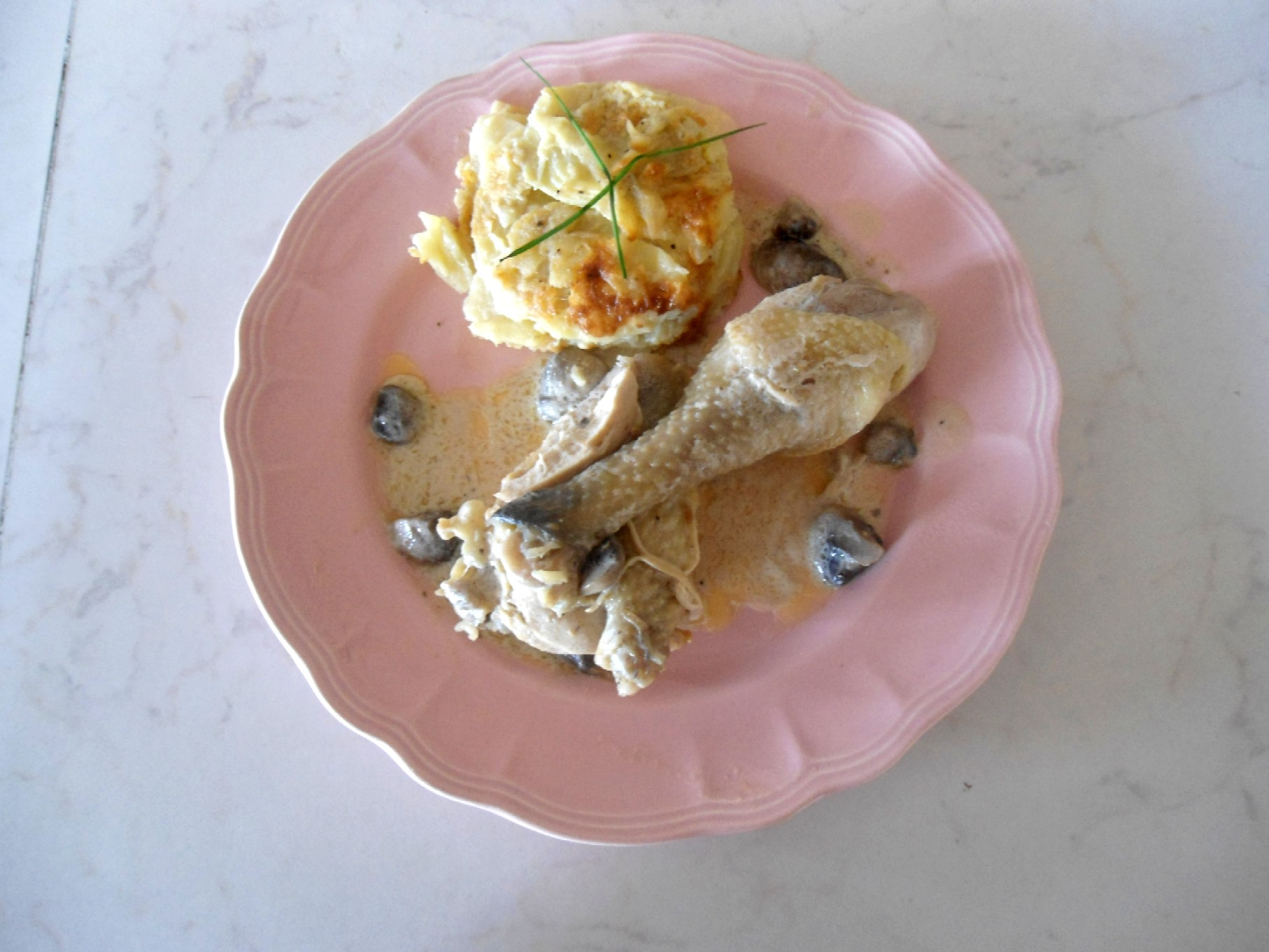
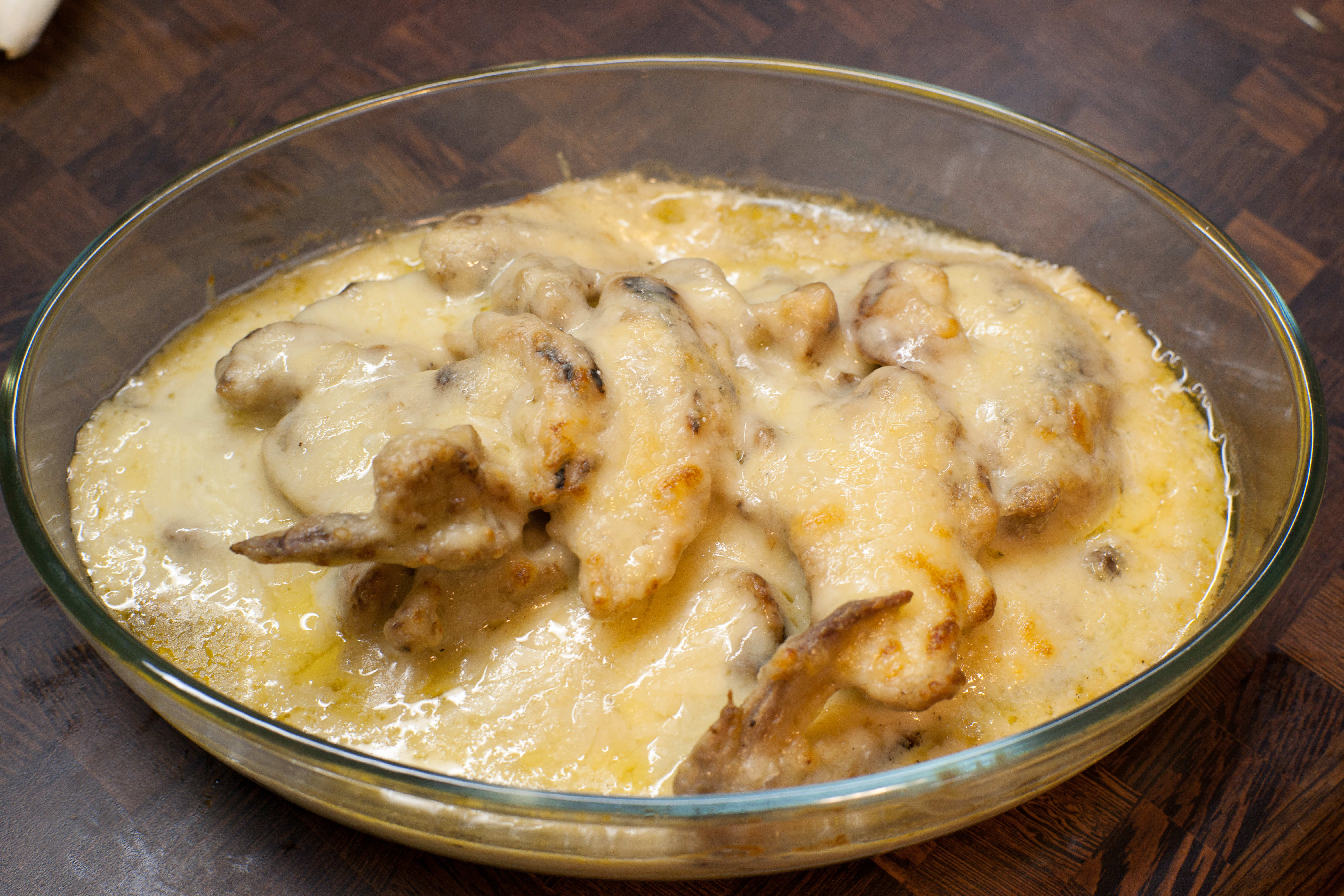

## Quelques variantes
- Coq au vin jaune
- Poularde aux morilles
- Poulet à la cancoillotte

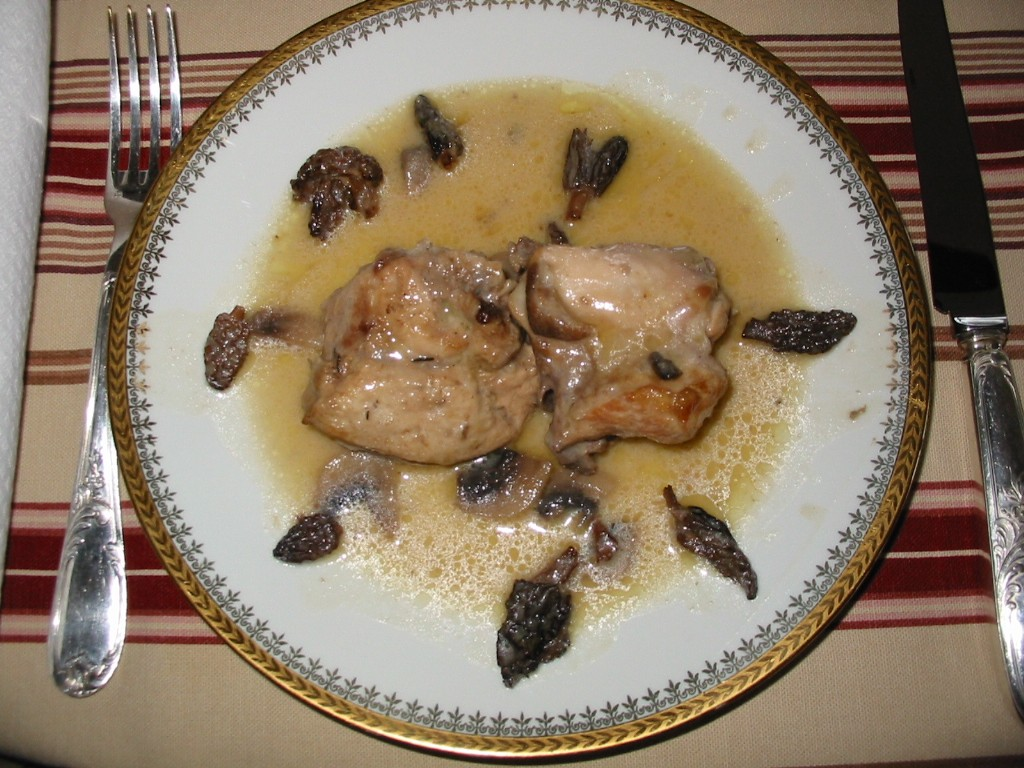
Coq au vin jaune.
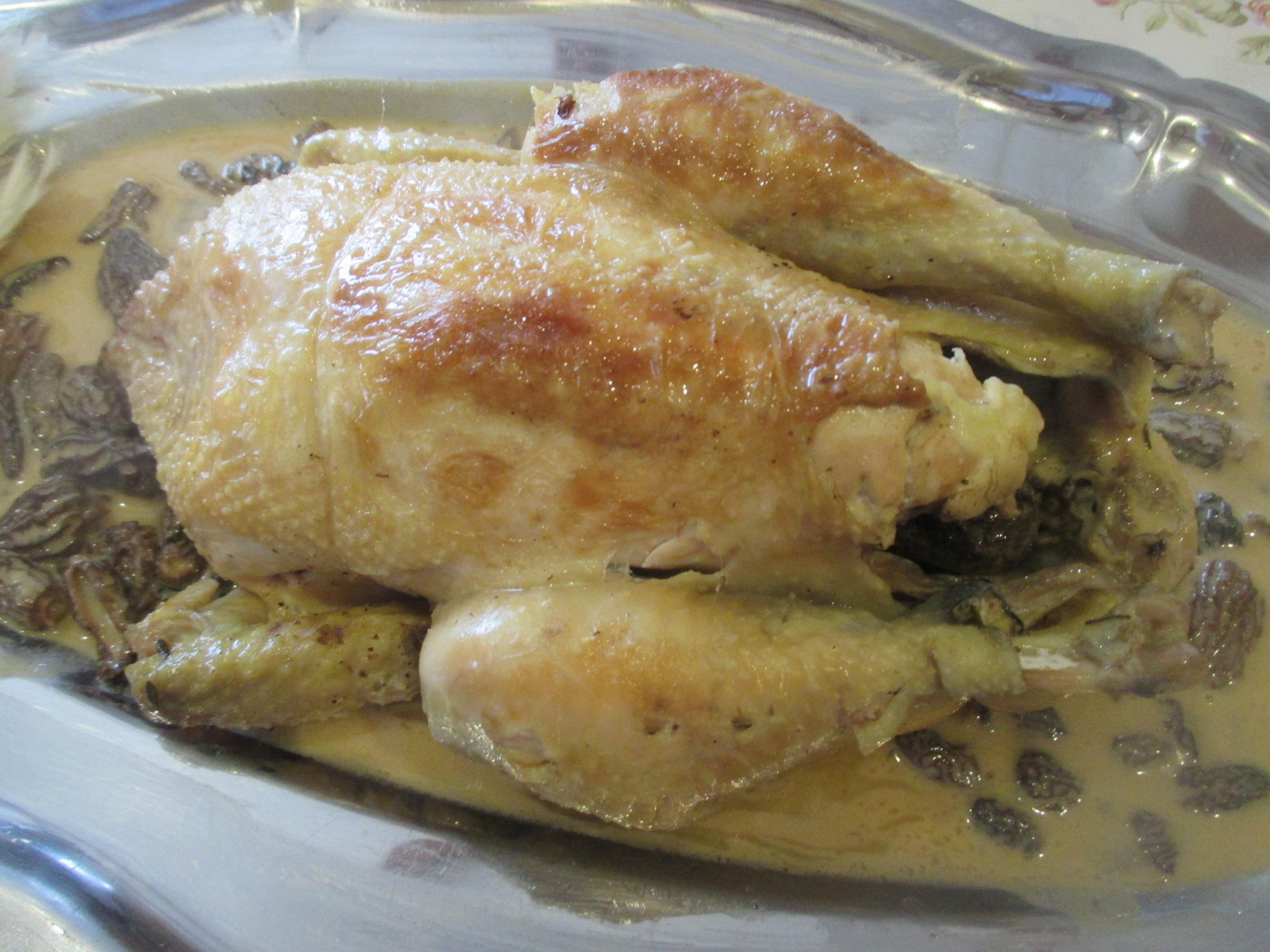
Poularde aux morilles.
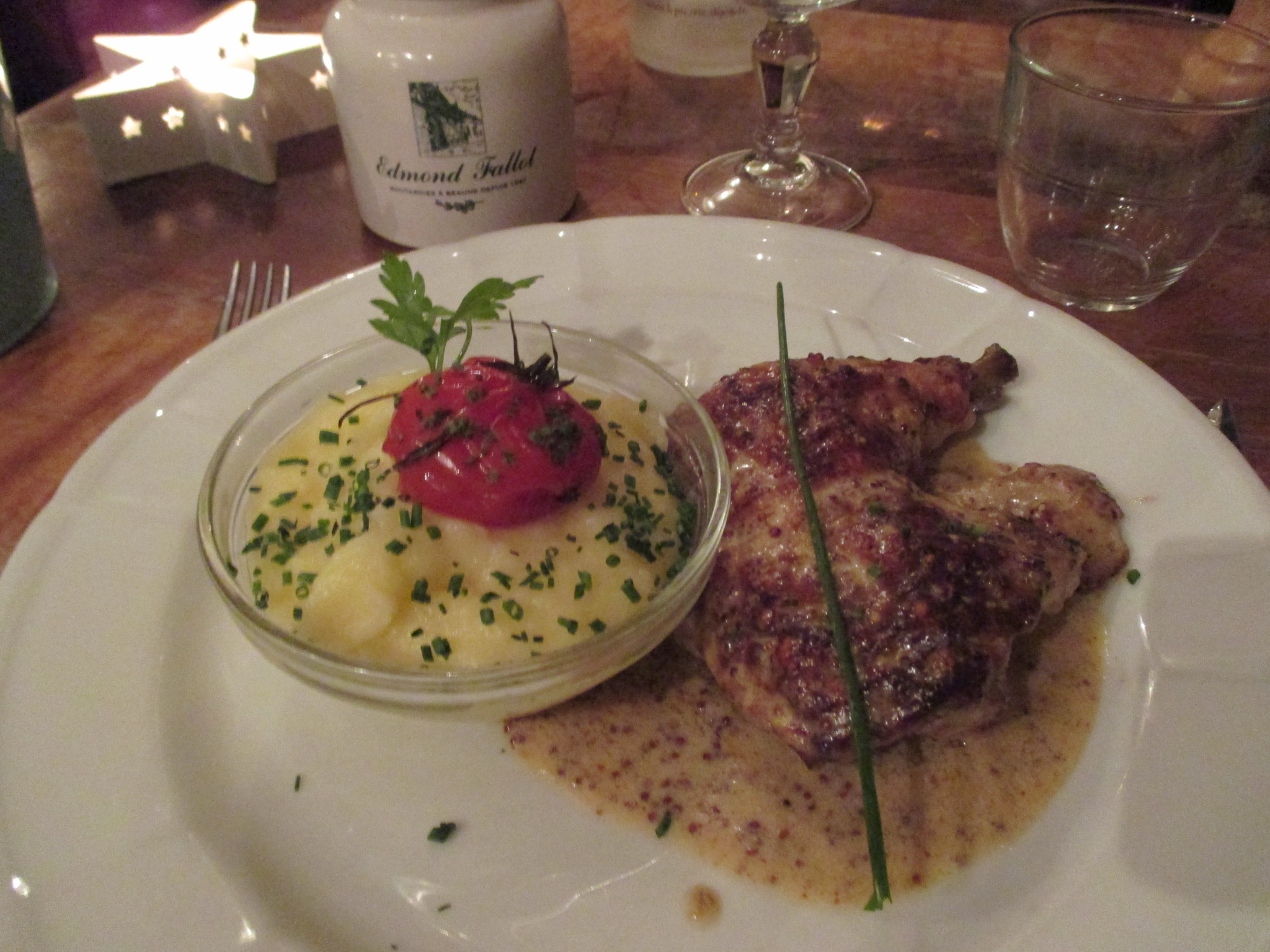
Poulet Gaston Gérard.